# Фонте Ариго (Асколи Пичено)
Фонте Ариго (итал. Fonte Arrigo) насеље је у Италији у округу Асколи Пичено, региону Марке.
Према процени из 2011. у насељу је живело 25 становника. Насеље се налази на надморској висини од 475 м.